# Hester Pitt, Countess of Chatham

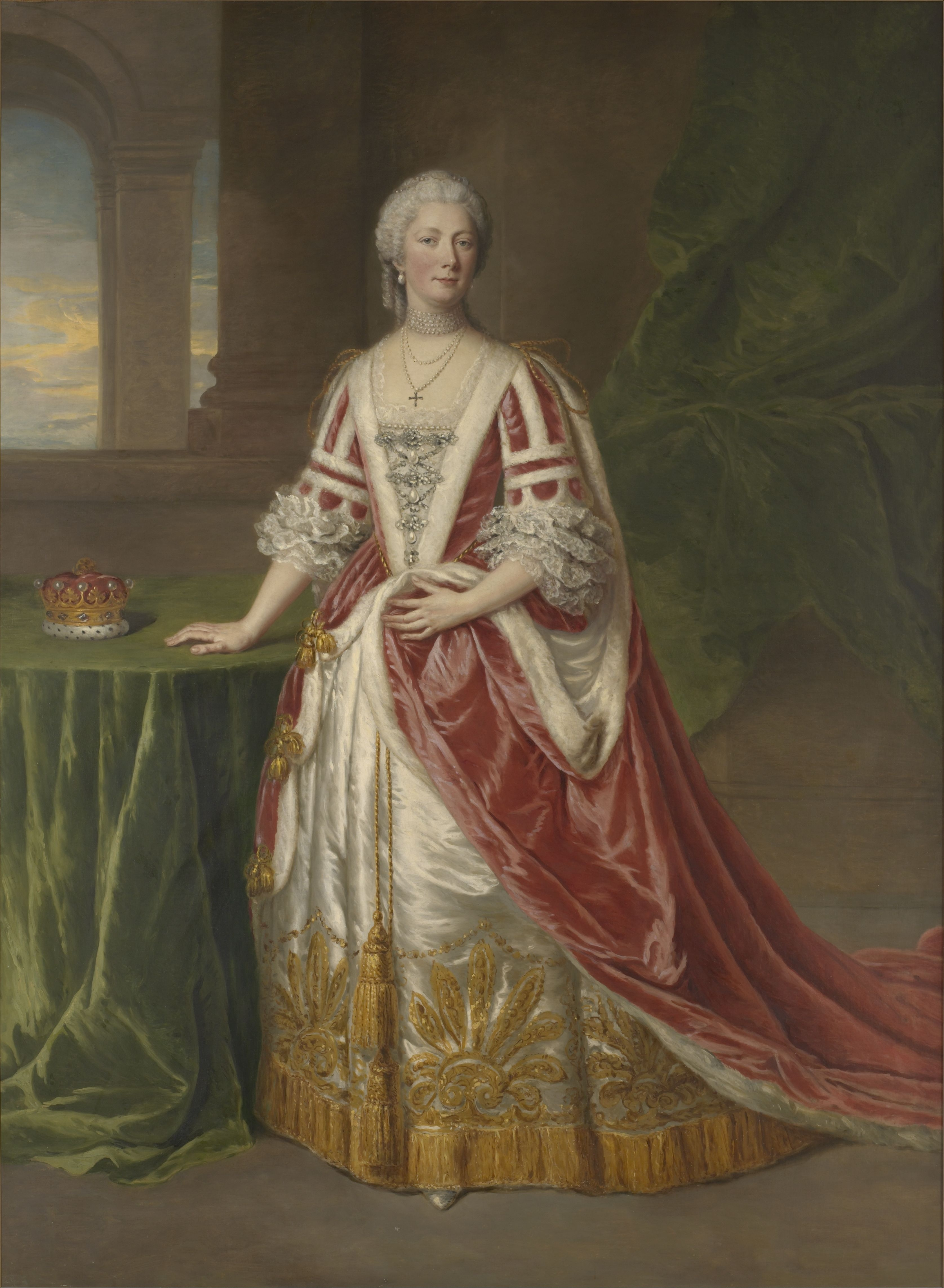
Hester Pitt, Countess of Chatham, um 1772

Hester Pitt, Countess of Chatham, suo iure 1. Baroness Chatham (geborene Grenville; * 8. November 1720 in London; † 3. April 1803 in Burton Pynsent, Somerset) war eine britische Adlige.

## Familie
Sie war das sechste und jüngste Kind und die einzige Tochter von Richard Grenville und Hester Temple, 1. Countess Temple. Einer ihrer Brüder war George Grenville (1712–1770), der von 1763 bis 1765 britischer Premierminister war.
Am 16. Oktober 1754 heiratete sie in London den Whig-Politiker William Pitt (1708–1778). Ihr Gatte war von 1756 bis 1761 Leader of the House of Commons und sollte 1761 zum Peer erhoben werden. Er lehnte die Adelswürde ab, da er dadurch zugunsten eines Sitzes im House of Lords aus dem House of Commons ausgeschieden wäre. Stattdessen wurde Hester am 4. Dezember 1761 aus eigenem Recht der erbliche Adelstitel Baroness Chatham, of Chatham in the County of Kent, verliehen. Ihr Gatte war später von 1766 bis 1768 britischer Premierminister und wurde am 4. August 1766 nun doch selbst als Earl of Chatham zum Peer erhoben, woraufhin Hester als seine Gattin den Höflichkeitstitel Countess of Chatham führte.
Sie starb 1803 im Alter von 82 Jahren und wurde am 16. April 1803 in der Westminster Abbey bestattet. Ihren Adelstitel erbte ihr ältester Sohn John.

## Nachkommen
Aus ihrer Ehe mit William Pitt, 1. Earl of Chatham, hatte sie zwei Töchter und drei Söhne:
- Lady Hester Pitt (1755–1780) ⚭ 1774 Charles Stanhope, 3. Earl Stanhope;
- John Pitt, 2. Earl of Chatham (1756–1835), General der British Army, ⚭ 1783 Hon. Mary Elizabeth Townshend, Tochter des Thomas Townshend, 1. Viscount Sydney;
- Lady Harriet Pitt (1758–1786) ⚭ 1785 Hon. Edward James Eliot, Sohn des Edward Craggs-Eliot, 1. Baron Eliot;
- Hon. William Pitt „der Jüngere“ (1759–1806), 1783–1801 britischer Premierminister;
- Hon. James Charles Pitt (1761–1781).